# Yūrappu
Der Yūrappu (japanisch 遊楽部川 Yūrappu-gawa) ist ein Fluss in der japanischen Präfektur Hokkaidō, der in die Uchiura-Bucht mündet. Der Fluss hat eine Länge von 28,5 Kilometern.

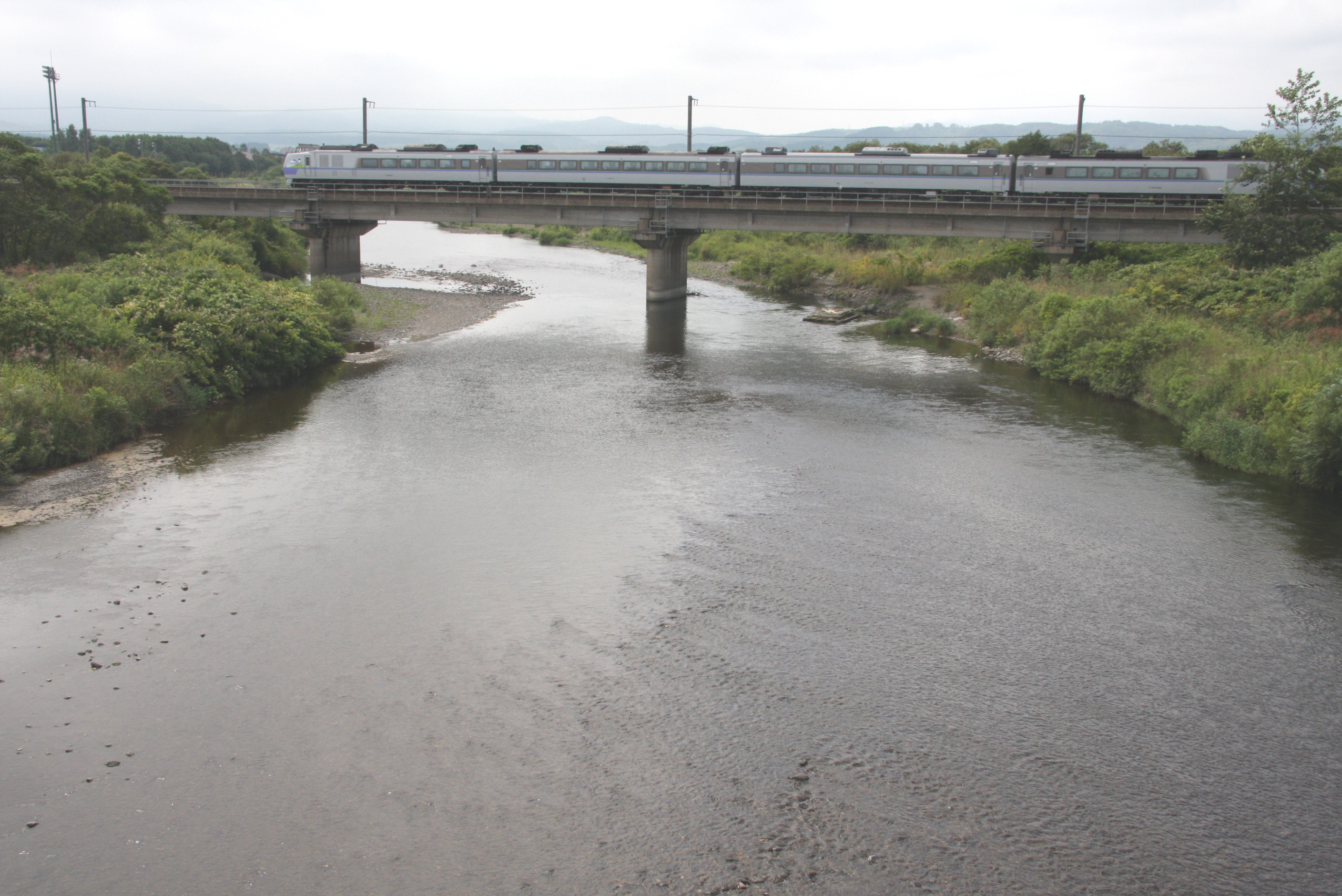
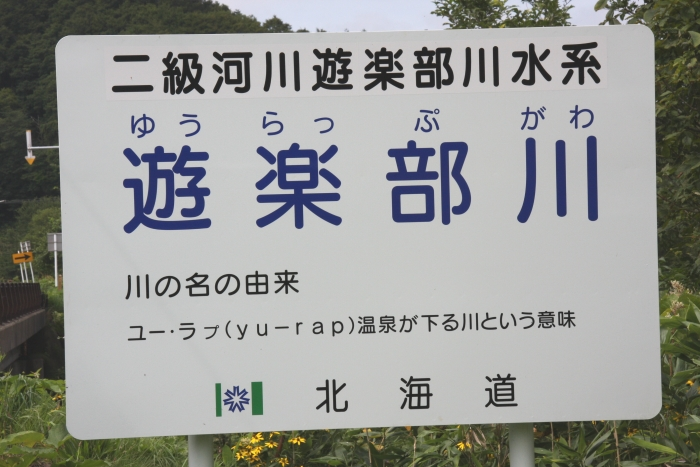

## Fauna
Bis zu 100.000 Lachse wandern im Herbst den Fluss aufwärts. Sie können an der Tateiwa-Brücke und der Otomi-Brücke, die weiter flussaufwärts liegen, nach dem Laichen beobachtet werden. Von November bis Februar sind viele Seeadler und Riesenseeadler zu beobachten.